# Chuột nhảy hai chân mặt hẹp
Chuột nhảy hai chân mặt hẹp (danh pháp hai phần: Dipodomys venustus) là một loài chuột thuộc Chi Chuột nhảy hai chân. Đây là loài bản địa của vùng California, Hoa Kỳ.

## Hình ảnh

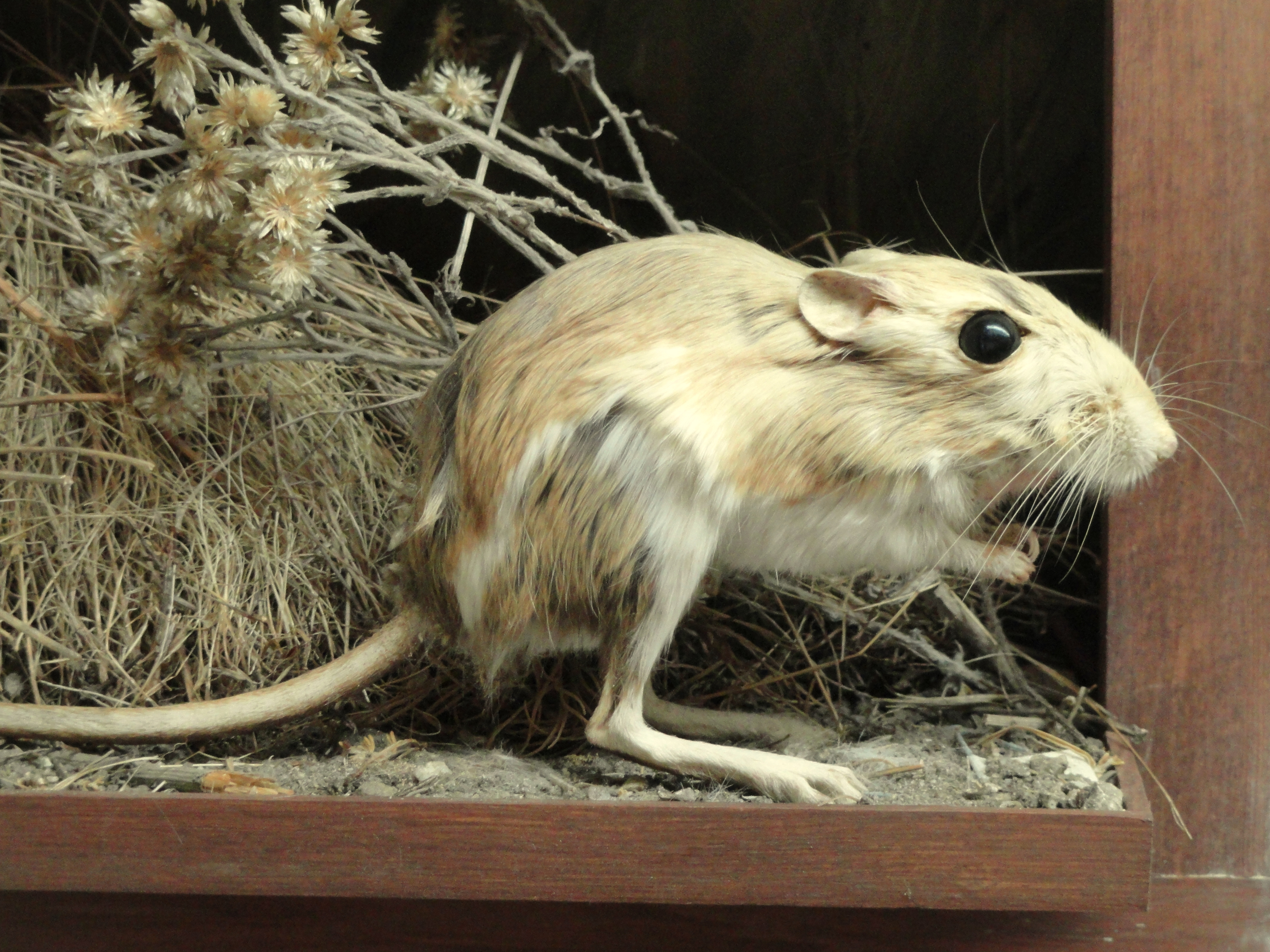